# Oberkirch, Luzern
Oberkirch är en ort och kommun i distriktet Sursee i kantonen Luzern, Schweiz. Kommunen har 5 077 invånare (2023).
Orten Oberkirch har vuxit samman med grannstaden Sursee.